# Pandanus peyrierasii
Pandanus peyrierasii är en enhjärtbladig växtart som beskrevs av Benjamin Clemens Masterman Stone och Guillaumet. Pandanus peyrierasii ingår i släktet Pandanus och familjen Pandanaceae.
Artens utbredningsområde är Madagaskar. Inga underarter finns listade.